# Duliophyle
Duliophyle là một chi bướm đêm thuộc họ Geometridae.

## Các loài
- Duliophyle agitata (Butler, 1878)